# Sphenomorphus jobiensis
Espèce
Synonymes
- Lygosoma jobiense Meyer, 1874
- Eumeces aruensis Doria, 1874
- Lygosoma aruensis (Doria, 1874)
- Hinulia megaspila Günther, 1877
- Lygosoma rufum Boulenger, 1887
- Lygosoma jobiense elegans Sternfeld, 1918
- Lygosoma amblyplacodes Vogt, 1932
- Sphenomorphus amblyplacodes (Vogt, 1932)

Sphenomorphus jobiensis est une espèce de sauriens de la famille des Scincidae.

## Répartition
Cette espèce se rencontre :
- en Nouvelle-Guinée ;
- dans l'archipel Bismarck en Papouasie-Nouvelle-Guinée ;
- dans les îles Yapen en Indonésie ;
- dans les îles Aru en Indonésie ;
- sur les îles de Misool et de Salawati dans les îles Raja Ampat en Indonésie.

## Taxinomie
L'espèce Sphenomorphus amblyplacodes a été placée en synonymie.

## Étymologie
Son nom d'espèce, composé de jobi et du suffixe latin -ensis, « qui vit dans, qui habite », lui a été donné en référence au lieu de sa découverte, l'île de Jobi, l'ancien nom de l'île de Yapen.

## Publication originale
- Meyer, 1874 : über die von ihm auf Neu-Guinea und den. Inseln Jobi, Mysore und Mafoor im Jahre 1873 gesammelten Amphibien.Monatsberichte der Königlichen Preußischen Akademie der Wissenschaften zu Berlin, vol. 1874, p. 128-140 (texte intégral).